# Alberto Bevilacqua
Pour les articles homonymes, voir Bevilacqua (homonymie).
Alberto Bevilacqua (né le 27 juin 1934 à Parme et mort le 9 septembre 2013  à Rome) est un poète, romancier, cinéaste et journaliste italien.

## Biographie
Alberto Bevilacqua entame sa carrière très jeune. Au début des années 1950, il commence à publier ses récits sur l'incitation de Mario Colombi Guidotti, responsable du supplément littéraire de la Gazzetta di Parma. Il adresse ensuite sa poésie à des revues comme Paragone ou Botteghe oscure. Son premier recueil de récits, La polvere sull'erba (La Poussière sur l'herbe), en 1955, obtient l'appréciation de Leonardo Sciascia. Il s'établit à Rome, en 1956, où il poursuit son travail de journaliste tout en écrivant de nombreux romans. En 1961, il publie le recueil de poèmes L'amicizia perduta (L'amitié perdue).
Son premier succès éditorial est le roman La califfa (de 1964). Le roman suivant Questa specie d'amore (Cette sorte d'amour), remporte le Prix Campiello en 1966. Bevilacqua s'occupera lui-même de la transposition de ces deux romans au cinéma, remportant avec Questa specie d'amore le prix David di Donatello du meilleur film.
Il apparait dans un documentaire en trois parties, Les écrivains italiens et l'Italie des écrivains : ombres et questions, dans Italiques pour parler des relations entre le cinéma et la littérature en 1973 et 1974.
Le 10 mars 1995, il est appelé à comparaître dans le cadre du procès contre Pietro Pacciani pour les faits du Monstre de Florence, en qualité de victime de calomnie.
En 2010, la collection I Meridiani lui consacre un volume.
Ses derniers mois font l'objet d'une polémique, sa compagne Michela Miti ayant porté plainte contre la clinique privée Villa Mafalda de Rome qui l'aurait traité comme un « otage » en ne le transférant pas dans une structure publique,.
Il meurt à Rome le 9 septembre 2013 et il est enterré au cimetière de la Villetta à Parme.

## Activité littéraire

### Œuvres (choisies)
- La Poussière sur l'herbe ; trad. et préface Carole Cavallera ; Paris : La Différence, 2002
- À travers ton corps ; trad. et préface Carole Cavallera ; Paris : La Différence, 2004
- La Pâque rouge ; trad. et préface Carole Cavallera ; Paris : La Différence, 2004
- Toi qui m'écoutes ; trad. et préface Carole Cavallera ; Paris : La Différence, 2006
- Lui che ti tradiva ; Milano : Mondadori, 2006. (OCLC 76000509)
- Le voyage mystérieux ; trad. Paul Alexandre ; Paris : Arthème Fayard, 1974. (OCLC 77689318)
- Il viaggio misterioso ; Milano, Rizzoli, 1972. (OCLC 780647)
- L'occhio del gatto ; Milano, Rizzoli, 1968. (OCLC 42998233)
- I grandi comici ; Milano, Rizzoli, 1965. (OCLC 21497819)
- L'Arte di amare : 12 racconti ; Milano : Sugar Editore, 1965. (OCLC 13501384)
- Califfa ; Milano Rizzoli 1964. (OCLC 23943265)

### Prix littéraires
Au cours de sa carrière, Alberto Bevilacqua a reçu les prix suivants :
- 1966 : prix Campiello[5] pour Questa specie d'amore.
- 1968 : prix Strega[6] pour L'occhio del gatto.
- 1972 : prix Bancarella[7] pour Un viaggio misterioso.
- 1992 : prix Bancarella[7] pour I sensi incantati.

## Filmographie

### Scénariste
- 1960 : Seddok, l'erede di Satana de Anton Giulio Majano
- 1962 : La cuccagna de Luciano Salce
- 1963 : La smania addosso de Marcello Andrei
- 1963 : Les Trois Visages de la peur (I tre volti della paura) de Mario Bava
- 1964 : La mia signora, épisode « le petit oiseau », de Tinto Brass
- 1965 : La Planète des vampires, (Terrore nello spazio) de Mario Bava
- 1973 : Anastasia mio fratello de Steno
- 1978 : Tutto suo padre de Maurizio Lucidi

### Voix
- 1970 : Sorcellerie, Magie et Messes noires (Angeli bianchi... angeli neri), de Luigi Scattini

### Réalisateur et scénariste
- 1970 : La Califfa
- 1972 : Un amour insolite (Questa specie d'amore)
- 1976 : Attenti al buffone
- 1981 : Bosco d'amore (it)
- 1981 : Le rose di Danzica (it), mini-série TV
- 1985 : La donna delle meraviglie
- 1987 : Tango blu
- 1999 : Gialloparma